# Uwe Haas
Uwe Haas (* 26. Februar 1964 in Merchweiler) ist ein ehemaliger deutscher Fußballspieler.

## Werdegang
Unter Trainer Rinus Michels machte das junge Nachwuchstalent seine ersten Schritte in der 1. Bundesliga für den 1. FC Köln. Während der Saison 1982/83 wechselte Haas, der als Kapitän alle DFB-Jugendnationalmannschaften durchlief, aus dem Saarland zu den Geißböcken, bei denen sich damals namhafte Spieler wie Pierre Littbarski, Klaus Fischer, Klaus Allofs, Stephan Engels, Tony Woodcock und Rainer Bonhof tummelten. Dennoch brachte er es bis 1985 – zum Schluss unter dem Trainer Johannes Löhr – auf 42 Einsätze für die Kölner, wobei er auch im Europapokal mitmischen durfte. 1985 wechselte er zu Arminia Bielefeld, ein Jahr später zu Rot-Weiß Oberhausen, mit denen er in der 2. Bundesliga spielte. Danach spielte er bei verschiedenen Amateurvereinen. Während seiner Laufbahn wurde er zweimal in die U21-Auswahl des DFB berufen.

## Vereine
- 1973–1980 Preußen Merchweiler
- 1981–1982 1. FC Saarbrücken
- 1982–1985 1. FC Köln
- 1985–1986 Arminia Bielefeld
- 1986–1987 Rot-Weiß Oberhausen
- SC 1919 Birkenfeld
- Hermeskeiler SV
- VfB Alkonia Hüttigweiler
- SC 1930 Gresaubach
- SSV Überherrn
- SV Scheuern
- Fortuna Büschfeld
- SF Hüttersdorf
- VfB Dillingen

## Statistik
- 34 Jugendländerspiele von U15 – U19
- 2 U21-Länderspiele
- 1. Bundesliga
  - 33 Spiele; 2 Tore 1. FC Köln
- 2. Bundesliga
  - 27 Spiele; 3 Tore Arminia Bielefeld
  - 3 Spiele Rot-Weiß Oberhausen
- Oberliga Südwest
  - 31 Spiele; 1 Tor 1. FC Saarbrücken
- Saarland-Pokal
  - 1 Spiel 1. FC Saarbrücken
- DFB-Pokal
  - 3 Spiele 1. FC Köln
- Europapokal der Pokalsieger; UEFA-Cup
  - 6 Spiele 1. FC Köln

## Erfolge
- 1983 DFB-Pokal-Sieger mit dem 1. FC Köln